# Benedicamus Domino
Benedicamus Domino (з лат. «Звеличимо Господа») — закрите привітання у кінці традиційної меси — у тому випадку, якщо ця меса служилась без глорії (у покаянні дні, наприклад, у Великий піст). «Benedicamus Domino» співається також у кінці всіх традиційних служб офіція. У відповідь на версикул, що виголошується целебрантом (співаком-солістом), паства коротко відповідає «Deo gratias» («Слава Богу»). У православному богослужінні версикул «Benedicamus Domino» типологічно споріднений відпуст.
«Benedicamus Domino» вважається одним з архаїчних літургійних жанрів григоріанського співу (згадується в Амаларія Мецського на початку IX ст.); перші зразки нотації датовані кінцем X ст. У солемських співочих книгах (наприклад, у «Liber usualis») формула «Benedicamus Domino» — та ж, що і для «Ite missa est».
Стилістична особливість версикулів у тому, що частина їх корпусу — особливо для вечірні і утрені — рясно орнаментована. На місці мелізмів у школі абатства Сен-Марсьяль церковні поети писали тропи, а в паризькій школі Нотр-Дам композитори активно використовували мелодію як cantus firmus для органумів (у клаузулах). Цілий ряд таких клаузул зберігся у великому збірнику періоду Ars antiqua «Magnus liber organi»; вони увійшли в репертуар професійних виконавців середньовічної музики починаючи з останньої чверті XX століття.
Після реформ Другого Ватиканського собору, використання заключного версикула (як і багатьох інших традиційних літургійних форм) в месі було обмежено. Однак, його як і раніше можна почути в кінці деяких служб офіція.
Сучасного видання (нотної транскрипції) найдавніших монодичних «Benedicamus Domino» немає, наскільки автентичні звичайні версикули в поширених солемських співочих книгах донині невідомо.

## Рецепція
Крім школи Нотр-Дам обробки версикула «Benedicamus Domino» зустрічаються в поліфонії Ренесансу і (рідше) в епоху бароко. Серед композиторів Герарделло Флорентійський, Гійом Дюфаї (2 п'єси), Адріан Вілларт, Йоганн Крістоф Демантіус, у XX столітті — Кшиштоф Пендерецький (1992).